# Rui Marques (Fórmula 1)
Rui Marques (nascido em 1972 ou 1973 em Lisboa) é um dirigente português no automobilismo que, desde novembro de 2024, exerce a função de diretor de corrida na Fórmula 1.

## Carreira

### Início da carreira
A carreita de marques se iniciou em 2912 na Federação Internacional do Automóvel. Anteriormente, trabalhou no karting no seu país natal, Portugal, e também como diretor de corrida do Campeonato Mundial de Carros de Turismo . Ele também atuou como fiscal de pista, escrutinador e comissário.
Em 2024, Marques desempenhou o papel de diretor de corrida nas categorias Fórmula 2 e Fórmula 3. Além disso, ele foi responsável por dirigir o Grande Prêmio de Macau de 2024, que teve vários incidentes, resultando em muitas bandeiras vermelhas e a presença frequente do carro de segurança ao longo do fim de semana.

### Fórmula 1
Marques foi elevado ao posto de diretor de corrida da Fórmula 1 antes do Grande Prêmio de Las Vegas de 2024, após a saída de seu antecessor, Niels Wittich.
Durante o fim de semana em Las Vegas, vários pilotos expressaram insatisfação com a pista. Marques recebeu elogios do diretor da GPDA e piloto da Mercedes, George Russell, e do piloto da Ferrari, Carlos Sainz Jr., por sua pronta reação às críticas sobre as marcações da pista.
Marques estava previsto para ser substituído por Janette Tan no cargo de diretora de corrida da Fórmula 2, mas ela foi inesperadamente retirada de sua posição pouco antes do Grande Prêmio do Catar de 2024. Como resultado, Marques foi obrigado a desempenhar as funções de diretor de corrida tanto na Fórmula 1 quanto na Fórmula 2 durante as etapas do Catar e de Abu Dhabi.